# Haute-Garonne
Haute-Garonne là một tỉnh của Pháp, thuộc vùng hành chính Occitanie, tỉnh lỵ Toulouse, bao gồm 3 quận với các quận lỵ còn lại là: Saint-Gaudens, Muret.

## Lịch sử
Haute-Garonne là một trong 83 ban đầu được tạo ra trong cuộc Cách mạng Pháp ngày 4 tháng 3 năm 1790. Nó được tạo ra từ một phần của tỉnh Languedoc cũ.
Bộ ban đầu đã lớn hơn. Sự suy giảm trong khu vực của nó là kết quả của một nghị định của đế quốc ngày 21 tháng 11 năm 1808 và đã thành lập bộ phận láng giềng của Tarn-et-Garonne, về phía bắc. Bộ phận mới này, được tạo ra để đáp lại lời yêu cầu của các chính trị gia quyền lực địa phương, đã chiếm lãnh thổ từ 5 bộ phận bao gồm Haute-Garonne. Các quận bị mất của Tarn-et-Garonne năm 1808 là các quận của Montech và Castelsarrasin.

## Địa lý
Haute-Garonne là một phần của khu vực hiện tại của Occitanie và được bao quanh bởi các phòng ban của Hautes-Pyrénées, Gers, Tarn-et-Garonne, Tarn, Aude và Ariège. Nó cũng giáp với Tây Ban Nha ở phía nam (tỉnh Lleida và tỉnh Huesca).
Bộ phận này bị vượt qua bởi dòng suối thượng của sông Garonne (vì thế là tên) trong gần 200 km (120 dặm). Các biên giới của bộ phận đi theo con sông. Garonne nhập Pháp từ Tây Ban Nha tại thị trấn Fos, đi xuyên qua Toulouse và rời khỏi bộ phận. Phía cực nam của bộ phận nằm trong dãy núi Pyrenees và rất núi. Độ cao nhất là Peak of Perdiguère, cao 3.222 m so với mực nước biển.